# Liste der Kulturgüter in Sarnen
Die Liste der Kulturgüter in Sarnen enthält alle Objekte in der Gemeinde Sarnen im Kanton Obwalden, die gemäss der Haager Konvention zum Schutz von Kulturgut bei bewaffneten Konflikten, dem Bundesgesetz vom 20. Juni 2014 über den Schutz der Kulturgüter bei bewaffneten Konflikten sowie der Verordnung vom 29. Oktober 2014 über den Schutz der Kulturgüter bei bewaffneten Konflikten unter Schutz stehen.
Objekte der Kategorien A und B sind vollständig in der Liste enthalten, Objekte der Kategorie C fehlen zurzeit (Stand: 1. Januar 2023).
Am 25. Mai 2018 beschloss der Obwaldner Kantonsrat einen Nachtrag vom 27. März 2018 zum kantonalen Schutzplan der Kulturobjekte von regionaler und nationaler Bedeutung der Einwohnergemeinde Sarnen (Ortsgebiet Sarnen-Dorf, Ortsgebiet Ramersberg und Ortsgebiet Schwendi-Wilen). Aus den bisherigen kantonalen Schutzplänen aus den Jahren von 1992 bis 2005 wurde die Villa Landenberg als Schutzobjekte wieder entlassen und 18 Kulturobjekte neu in die Schutzpläne aufgenommen. Drei bereits unter Schutz stehende Kulturobjekte von regionaler Bedeutung wurden neu als Kulturobjekte von nationaler Bedeutung eingestuft und ein Kulturobjekt von bisher nationaler Bedeutung wurde gemäss den Vorgaben des Bundes neu als Kulturobjekt von regionaler Bedeutung klassifiziert.

## Kulturgüter
| Foto | | Objekt                                                                      | Kat. | Typ | Standort                                      | Beschreibung |
| ---- | --- | --------------------------------------------------------------------------- | ---- | --- | --------------------------------------------- | --- |
| ja   | Datei hochladen · Wikidata zu Schützen- und Zeughaus Landenberg (Q28969839)                              | Schützen- und Zeughaus Landenberg KGS-Nr.: 04299                            | A    | G   | Landenbergstrasse 661370 / 194269             | 1752 unter Landammann Jost Ignaz Imfeld errichtet. Repräsentativer symmetrischer Barockbau mit flankierenden Kuppeltürmchen. |
| ja   | Datei hochladen · Wikidata zu Doppelhaus «am Grund» (Q29523629)                                          | Doppelhaus «am Grund» KGS-Nr.: 04300                                        | A    | G   | Grossgasse 3 / Grundstrasse 1 661535 / 194088 | 1588/89 Erweiterung des bestehenden Steinbaus mit mittelalterlichem Wohnturm um einen mächtigen Blockbau. Stattlicher Profanbau von beachtlichen Dimensionen.                                                                    |
| ja   | Datei hochladen · Wikidata zu Sammlung und Musikaliensammlung des Frauenklosters St. Andreas (Q27488758) | Sammlungen des Benediktinerinnenklosters St. Andreas KGS-Nr.: 04301         | A    | S   | Brünigstrasse 157 661490 / 193959             | Die Sammlungen des Klosters umfassen Handschriften, Bücher, Gemälde, Skulpturen, liturgische Gefässe und Textilien. |
| ja   | Datei hochladen · Wikidata zu Doppelhaus Grundacher (Q1550438)                                           | Doppelhaus Grundacher KGS-Nr.: 04302                                        | A    | G   | Gesellenweg 4 661689 / 193962                 | Wohnhaus von 1593, ab 1740 Erweiterung des bisherigen einfachen Bauernhauses zu einem herrschaftlichen Wohnsitz. |
| ja   | Datei hochladen · Wikidata zu Kollegiumskirche St. Martin (Q1779335)                                     | Kollegiumskirche St. Martin KGS-Nr.: 04303                                  | A    | G   | Brünigstrasse 177.1 661500 / 193721           | 1964–1966 erbaute Kirche für die Benediktiner der Abtei Muri-Gries und der angeschlossenen Internatsschule. Das von Ernst Studer entworfene Gebäude wurde von den Arbeiten Le Corbusiers beeinflusst.                            |
| ja   | Datei hochladen · Wikidata zu Katholische Pfarrkirche St. Peter und Paul (Q2322711)                      | Katholische Pfarrkirche St. Peter und Paul KGS-Nr.: 04304                   | A    | G   | Bergstrasse 3.1 660920 / 193919               | 1036 erstmals erwähnt, 1739–1742 vollständiger Neubau durch Franz Singer zu einer imposanten Hallenkirche im barocken Stil. 1881 Vollendung des Westturms. Künstlerisch herausragende Innenausstattung.                          |
| ja   | Datei hochladen · Wikidata zu Rathaus des Standes Obwalden (Q29523644)                                   | Rathaus des Standes Obwalden KGS-Nr.: 04305                                 | A    | G   | Dorfplatz 8 661452 / 194198                   | 1419 erstmals erwähnt, 1468 Wiederaufbau nach Dorfbrand. 1729–1731 weitgehender Neubau unter Einbezug des Erdgeschosses des Vorgängerbaus. Repräsentatives Barockgebäude mit Uhrtürmchen, Interieur aus dem 18./19. Jahrhundert. |
| ja   | Datei hochladen · Wikidata zu Hexenturm (Q1616849)                                                       | Hexenturm KGS-Nr.: 04308                                                    | A    | G   | Kirchstrasse 3.5 661344 / 194167              | Aus Bruchsteinen bestehender Burgturm, um 1285 als Amts- und Wohnsitz der Ritter von Sarnen erbaut. Nutzung als Gefängnis, Archiv, Schatzkammer und Museum. Barocker Dachaufbau von 1715.                                        |
| ja   | Datei hochladen · Wikidata zu Staatsarchiv Obwalden (Q14848074)                                          | Staatsarchiv Obwalden KGS-Nr.: 08973                                        | A    | S   | St. Antonistrasse 4 661748 / 194053           | Zentrales Archiv des Kantons Obwalden. |
| BW   | Datei hochladen · Wikidata zu Musikaliensammlung der Benediktinerinnen-Abtei St. Andreas (Q29523638)     | Musikaliensammlung des Benediktinerinnenklosters St. Andreas KGS-Nr.: 09548 | A    | S   | Brünigstrasse 157 661486 / 193954             | Das Kloster besitzt unter anderem 2300 Musikmanuskripte und damit eine der wichtigsten Musikaliensammlungen der Schweiz. |
| ja   | Datei hochladen · Wikidata zu Beinhaus St. Michael (Q29523623)                                           | Beinhaus St. Michael KGS-Nr.: 09743                                         | A    | G   | Bergstrasse 660920 / 193919                   | Um 1500 errichteter spätgotischer Bau westlich der Pfarrkirche. Holzdecke von 1505 mit Flachschnitzereien. 1885 im neogotischen Stil renoviert, 1966–69 zum ursprünglichen Zustand rückgeführt.                                  |
| BW   | Datei hochladen · Wikidata zu Archive der Archäologie und Denkmalpflege Obwalden (Q122363671)            | Archive der Archäologie und Denkmalpflege Obwalden KGS-Nr.: 10523           | A    | S   | Brünigstrasse 178 661427 / 193674             | |
| ja   | Datei hochladen · Wikidata zu Altes Gymnasium (Q29786327)                                                | Altes Gymnasium KGS-Nr.: 04306                                              | B    | G   | Brünigstrasse 179 661491 / 193600             | Ehemaliges Schulgebäude der Abtei Muri-Gries, erbaut 1890/91. Monumentaler, verputzter Neorenaissance-Bau mit reich gegliederten Fassaden.                                                                                       |
| ja   | Datei hochladen · Wikidata zu Altes Kollegium (Q29786330)                                                | Altes Kollegium KGS-Nr.: 04307                                              | B    | G   | Brünigstrasse 178 661416 / 193673             | 1746–1749 nach Plänen von Jakob Singer erbaut. Stattlicher barocker Profanbau von harmonischen Proportionen. |
| ja   | Datei hochladen · Wikidata zu Ehemaliges Zeughaus (Q1299380)                                             | Historisches Museum Obwalden (ehemaliges Zeughaus) KGS-Nr.: 04310           | B    | G   | Brünigstrasse 127 661559 / 194413             | Um 1599 als Zeughaus und Kaserne errichtet, ab 1711 nur noch als Kaserne genutzt. 1855 Aufstockung und Erweiterung, seit 1928 Nutzung als Museums- und Bibliotheksgebäude.                                                       |
| ja   | Datei hochladen · Wikidata zu Gasthaus Landenberg (1545) (Q29786333)                                     | Gasthaus Landenberg KGS-Nr.: 04311                                          | B    | G   | Jordanstrasse 1 661448 / 194247               | |
| BW   | Datei hochladen · Wikidata zu Kapelle St. Michael (Q29786336)                                            | Kapelle St. Michael KGS-Nr.: 04312                                          | B    | G   | Wilen, Wilerstrasse 659827 / 192452           | Barocke Kapelle von 1700–1702. |
| BW   | Datei hochladen · Wikidata zu Rotes Haus (Q29786341)                                                     | Rotes Haus KGS-Nr.: 04315                                                   | B    | G   | Brünigstrasse 156 661458 / 194067             | 1556 als Wohnhaus für Landammann Niklaus Wirz erbaut, Stammhaus der einflussreichen Familie Wirz. 1832 auf den Erdgeschossmauern weitgehend neu errichtet.                                                                       |
| BW   | Datei hochladen · Wikidata zu Salzherrenhaus (Q29786343)                                                 | Salzherrenhaus KGS-Nr.: 04316                                               | B    | G   | Bahnhofstrasse 4 661531 / 194040              | 1544 für Landammann Niklaus Imfeld erbautes Wohnhaus, 1562 Wiederaufbau des Obergeschosses nach Brand. Der Name stammt von Salzherr Felix Stockmann (18./19. Jhdt.). 1891 Erweiterung um Apotheke und Umgestaltung.              |
| BW   | Datei hochladen · Wikidata zu Steinhaus (Q29786347)                                                      | Steinhaus KGS-Nr.: 04317                                                    | B    | G   | Dorfplatz 1 661511 / 194170                   | |
| BW   | Datei hochladen · Wikidata zu Bauernhaus Enetdornen (Q122370323)                                         | Bauernhaus Enetdornen KGS-Nr.: 05393                                        | B    | G   | Enetdornen 3 657665 / 193517                  | |
| BW   | Datei hochladen · Wikidata zu Bauernhaus Arben (Q122372054)                                              | Bauernhaus Arben KGS-Nr.: 05399                                             | B    | G   | Arben 1 657988 / 193813                       | |
| BW   | Datei hochladen · Wikidata zu Wohnhaus Cher mit Speicher (Q122372378)                                    | Wohnhaus Cher mit Speicher KGS-Nr.: 05490                                   | B    | G   | Cherweg 2–4 661351 / 193860                   | |
| BW   | Datei hochladen · Wikidata zu Bauernhaus Riedhaus (Q122372501)                                           | Bauernhaus Riedhaus KGS-Nr.: 05515                                          | B    | G   | Ried 1 657411 / 192597                        | |
| BW   | Datei hochladen · Wikidata zu Wohnhaus Geren mit Speicher (Q122374387)                                   | Wohnhaus Geren mit Speicher KGS-Nr.: 05548                                  | B    | G   | Schwandenstrasse 4, 4a 659894 / 193659        | |
| BW   | Datei hochladen · Wikidata zu Bauernhaus Turren (Q122375010)                                             | Bauernhaus Turren KGS-Nr.: 05685                                            | B    | G   | Turren 1 658981 / 193320                      | |
| BW   | Datei hochladen · Wikidata zu Sammlung Meinrad Burch-Korrodi (Q14559710)                                 | Sammlung Meinrad Burch-Korrodi KGS-Nr.: 09421                               | B    | S   | Brünigstrasse 178 661431 / 193680             | Umfangreiche graphische Sammlung des Goldschmieds Meinrad Burch-Korrodi, untergebracht im Alten Kollegium. |
| BW   | Datei hochladen · Wikidata zu Kantonsbibliothek Obwalden (Q1728093)                                      | Kantonsbibliothek Obwalden KGS-Nr.: 11814                                   | B    | S   | Gesellenweg 4 661697 / 193960                 | Zentrale Bibliothek des Kantons Obwalden mit über 60'000 Medien. |
| ja   | Datei hochladen · Wikidata zu Historisches Museum Obwalden (Q27488751)                                   | Historisches Museum Obwalden (ehemaliges Zeughaus) KGS-Nr.: 12295           | B    | S   | Brünigstrasse 127 661559 / 194420             | Sammlung des einheimischen Kunst- und Kulturguts in der ehemaligen Kaserne. Dauerausstellung mit den Schwerpunkten Archäologie, Alpwirtschaft, Religion und Kirche, Recht und Gesetz sowie Wohnen.                               |
| ja   | Datei hochladen · Wikidata zu Benediktinerinnenkloster St. Andreas (Q1776062)                            | Benediktinerinnenkloster St. Andreas KGS-Nr.: 12296                         | B    | G   | Brünigstrasse 157 661479 / 193954             | Von 1615 bis 1618 errichtetes Klostergebäude, erweitert 1666/67 um Ringmauer und 1836 um Mädchenschulhaus. 1899 umfassende Innenrenovation, 1966/67 weitgehender Neubau der Klosterkirche nach Erdbebenschäden.                  |
| BW   | Datei hochladen · Wikidata zu Sammlung im Roten Haus (Q29786342)                                         | Sammlung im Roten Haus KGS-Nr.: 12297                                       | B    | S   | Brünigstrasse 156 661462 / 194061             | |
| BW   | Datei hochladen · Wikidata zu Standeskapelle / Dorfkapelle Maria Lauretana (Q29786346)                   | Standeskapelle / Dorfkapelle Maria Lauretana KGS-Nr.: 12298                 | B    | G   | Dorfplatz 661501 / 194130                     | 1556 nach einem Entwurf von Josef Ettlin erbaute Kapelle, 1865/66 renoviert und um symmetrisch gestaltete Neorenaissance-Schaufassade ergänzt.                                                                                   |
| ja   | Datei hochladen · Wikidata zu von Wyl-Haus (Q29786348)                                                   | Von Wyl-Haus KGS-Nr.: 12299                                                 | B    | G   | Dorfplatz 9 661469 / 194218                   | Wohn- und Geschäftshaus, um 1502–1504 für den späteren Landammann Arnold Fruonz erbaut, 1832 umgestaltet. Hochgiebliger Blockbau mit gemauertem Untergeschoss, Prägendes Bindeglied zwischen Dorfplatz und Sarner Aa.            |
| BW   | Datei hochladen · Wikidata zu Wohnhaus Rosengarten (Q29786338)                                           | Wohnhaus Rosengarten KGS-Nr.: 12300                                         | B    | G   | Brünigstrasse 168 661394 / 193863             | Um 1600 erbautes Wohnhaus des späteren Landammanns Johann Imfeld. Dreigeschossiges Bauwerk unter steilem Giebelwalmdach. |
| ja   | Datei hochladen · Wikidata zu Grosshaus Hofmatt (Q1547532)                                               | Grosshaus Hofmatt KGS-Nr.: 12301                                            | B    | G   | Rütistrasse 23 661007 / 193837                | 1643 von Landammann Johann Imfeld II. erbautes Wohnhaus, Wandmalerei im Panoramazimmer. Beherbergt seit 1992 die Galerie Hofstatt.                                                                                               |
| BW   | Datei hochladen · Wikidata zu Pulverturm (Q29786337)                                                     | Pulverturm KGS-Nr.: 12302                                                   | B    | G   | Aaweg / Brünigstrasse 661251 / 193610         | 1661 erbautes Lagergebäude für Schiesspulver. |